# Педрера
Педрера (ісп. Pedrera) — муніципалітет в Іспанії, у складі автономної спільноти Андалусія, у провінції Севілья. Населення — 5339 осіб (2010).
Муніципалітет розташований на відстані близько 370 км на південь від Мадрида, 100 км на схід від Севільї.

## Демографія
Динаміка населення (INE ):